# Glatsiologov Island
Glatsiologov Island (englisch; russisch Остров Гляциологов Ostrow Gljaziologow, deutsch ‚Glaziologeninsel‘) ist eine Insel vor der Knox-Küste des ostantarktischen Wilkeslands. Sie liegt in den Bunger Hills.
Wissenschaftler einer sowjetischen Antarktisexpedition kartierten sie und benannten sie im Jahr 1956. Das Antarctic Names Committee of Australia übertrug die Benennung in einer Teilübersetzung ins Englische.